# Russell Voges
Wilfred Russell Voges (Sint Maarten, 11 oktober 1943) is lid in het College financieel toezicht Curaçao en Sint Maarten (Cft) namens Sint Maarten. Voges heeft een lange loopbaan in het openbaar bestuur in Sint Maarten en in de voormalige Nederlandse Antillen, onder meer als Gezaghebber van het eilandgebied Sint Maarten en als minister van de Nederlandse Antillen. Hij was gezaghebber van 1 maart 1992 tot 1 september 1994.

## Levensloop
Voges werd geboren en getogen op Sint Maarten. Hij is zoon van Ernesto Voges en broer van Jacky Voges, die beiden kopstukken waren in de NVP te Curaçao. In de jaren 70 was hij student politieke en sociale wetenschappen aan de Universiteit van Amsterdam. In 1975 vestigde Voges zich op Curaçao en ging hij bij de Raad van ministers werken, waar hij fungeerde als secretaris en coördinator van diverse werkgroepen. In 1985 werd hij secretaris van de SER van de Nederlandse Antillen.
In 1992 verruilde hij deze baan voor de post van gezaghebber van Sint Maarten. Het eiland verkeerde op dat moment in een bestuurlijke chaos wat begin 1993 uitmondde in de afkondiging door de Koninkrijksregering van een Algemeen Maatregel van Rijksbestuur (AMvRB) voor Sint Maarten. In de geschiedenis na de invoering van het Statuut was dit de eerste keer dat de autonomie van de Nederlandse Antillen werd ingeperkt. Voges werd gezaghebber van 1 maart 1992 tot 1 september 1994. Zowel zijn benoeming als zijn ontslag zorgden voor de nodige commotie op de Antillen en in Den Haag. Vanwege familiale banden van Voges met Claude Wathey genoot de door het tweede kabinet Liberia-Peters gedane voordracht in eerste instantie niet de goedkeuring van de Nederlandse regering. Voges trad ook op verzoek van de Antilliaanse regering voortijdig af. Na het verschijnen van het evaluatierapport van de commissie Joubert, waarin kritiek geuit werd op het functioneren van de gezaghebber, werd het duidelijk dat zijn positie onhoudbaar was.
Per 1 december 1994 werd hij aangesteld als adviseur betreffende de relatie tussen de landsregering en de eilandsregering van Sint Maarten. Hierna werd hij twee keer benoemd tot minister van de Nederlandse Antillen. Hoewel hij politiek niet op de voorgrond trad stond hij bekend om zijn progressieve politieke ideeën. Eerst werd hij minister van Financiën in het derde kabinet Pourier en later minister van Constitutionele en Binnenlandse Zaken in het kabinet Komproe. Van 2004 tot 2009 was hij de algemene directeur van de Simpson Bay Lagoon Authority, een overheidsNV voor de Yachting sector van Sint Maarten. Voges heeft in het verleden diverse maatschappelijke functies bekleed. Zo was hij onder meer lid geweest van het Centrale College voor de Reclassering en secretaris en lid van de Raad van Toezicht van de Stichting Overheidsaccountantsbureau (SOAB, 2004-2016). Op voordracht van Sint Maarten en met instemming van de Rijksministerraad werd Voges per 1 oktober 2018 benoemd tot lid in het College financieel toezicht Curaçao en Sint Maarten (Cft).